# Dual concern model
Das Dual concern model ist ein Modell bei Mediation und Verhandlungstechniken.

## Geschichte
Es stammt von den Sozialpsychologen Dean G. Pruitt und Peter Carnevale (1993) und hebt zwei Interessensperspektiven beim Verhandeln zwischen Parteien hervor:
- Hohes vs. niedriges Selbstinteresse
- Hohes vs. niedriges Fremdinteresse.

Selbstinteresse betont die eigenen Interessen einer Person oder die Interessen ihrer eigenen Gruppe, Fremdinteresse dagegen diejenigen der anderen Partei (vgl. Rubin, Pruitt & Kim, 1994).

## Fünf Alternativen für das Verhalten in Verhandlungssituationen
Die jeweiligen Interessensperspektiven gehen mit entsprechendem Verhandlungsverhalten einher (s. Abbildung):

Modell der zwei Anliegen (in Anlehnung an Pruitt & Rubin, 1986)

- Nachgeben: Die eigenen Anliegen werden vernachlässigt und dem Verhandlungspartner wird vollständig entgegengekommen, um einen vorliegenden Streit zu beenden.
- Sich-Durchsetzen: Die eigenen Interessen stehen deutlich im Vordergrund. Beispiele für mögliche Verhaltensweisen sind Drohungen, Verzögerungen oder Nötigung.
- Inaktivität/Untätigkeit: Von keiner der beiden Seiten werden gezielt Versuche der Konfliktlösung unternommen. Ausweichen und Ablenken sind Beispiele für typische Verhaltensweisen.
- Problemlösen: Es wird aktiv versucht, eigene Interessen und Fremdinteressen miteinander zu verbinden.
- Kompromisse eingehen: Sowohl die eigenen Anliegen als auch die Interessen der anderen Partei werden moderat verfolgt.

Inwieweit die Verhandlungsparteien mehr Selbst- oder mehr Fremdinteressen nachgehen, ist abhängig von verschiedenen Einflussgrößen wie etwa individuellen und kulturellen Faktoren (vgl. Faure & Rubin, 1993; Neale & Bazerman, 1991). Das Dual concern model baut auf Vorstellungen von Blake und Mouton (1979) auf.

## Anwendungsfelder
Anwendungsfelder sind Mediation und andere Verhandlungstechniken.
Die verstärkte Gewichtung von Selbstinteresse bei den Verhandlungsparteien kann daran liegen, dass das zur Verhandlungsgrundlage genommene Problem kognitiv in einen negativen Kontext (Rahmen-Effekt) gestellt wird, bei dem antizipierte Ergebnisalternativen als Verluste erscheinen.